# Alocasia cucullata
Alocasia cucullata là một loài thực vật có hoa trong họ Ráy (Araceae). Loài này được (Lour.) G.Don mô tả khoa học đầu tiên năm 1839.